# Jüdisches Institut für Erwachsenenbildung
Das Jüdische Institut für Erwachsenenbildung ist eine Volkshochschule in Wien.

## Geschichte
Auf Initiative von Kurt Rosenkranz 1989 gegründet, anfänglich als Verein mit Kooperationsvertrag mit dem Verband Wiener Volksbildung, wurde das Institut später Teil der Wiener Volkshochschulen. Das Ziel von Rosenkranz war eine Bildungseinrichtung für Juden und Nichtjuden, um Unverständnis, Ablehnung und Vorurteile abzubauen.

## Gebäude
Die Bildungseinrichtung befindet sich in einer nach 1945 neu errichteten Wohnhausanlage, Praterstern 1.

## Bildungsthemen
Vom Beginn an Religion, Geschichte, jüdische Kultur und Sprachen, später Literatur, Musik, Tanz, Philosophie, Psychotherapie, Zeitgeschichte und Politische Bildung. Begleitet von Projekten, Symposien und Ausstellungen.

## Kultur
- 1991 entstand auf Initiative des Jüdischen Instituts die jährliche Jüdische Filmwoche, das heutige Jüdische Filmfestival Wien.
- Seit 1995 veranstaltet das Institut jährlich die Jiddische Theaterwoche (seit 2007 Jiddischer Kulturherbst). Dabei wird in Erinnerung an den Nestroyhof in der naheliegenden Praterstraße angeknüpft, der bis 1938 Jiddisch bespielt wurde.[3] Der Jiddische Kulturherbst findet jedes Jahr von Mitte Oktober bis Mitte November statt und beinhaltet in dieser Zeit mehrere Theater- und Musikaufführungen, bei denen besonders das „Jiddische“ im Vordergrund steht. Die Vorstellungen finden im Wiener Odeon Theater, den Wiener Metropol und dem Jüdischen Museum Wien statt.

## Auszeichnung
- 1999: Karl-Renner-Preis[4]